# Anartodes septentrionis
Anartodes septentrionis är en fjärilsart som beskrevs av Walker 1857. Anartodes septentrionis ingår i släktet Anartodes och familjen nattflyn. Inga underarter finns listade i Catalogue of Life.